# Whitehaven
Whitehaven – miasto i civil parish w Wielkiej Brytanii, w Anglii, w regionie North West England, w hrabstwie Kumbria, w dystrykcie (unitary authority) Cumberland. Leży 57,1 km od miasta Carlisle i 411,1 km od Londynu. W 2001 roku miasto liczyło 24 978 mieszkańców.
W mieście odbywa się znany na całą Wielką Brytanię Whitehaven Festival.
W Whitehaven ma siedzibę klub rugby - Whitehaven RLFC.

## Miasta partnerskie
- Bułgaria, Kozłoduj